# Conjunt carrer Angulo (Cornellà de Llobregat)
Carrer Angulo és una obra del municipi de Cornellà de Llobregat (Baix Llobregat) inclosa en l'Inventari del Patrimoni Arquitectònic de Catalunya.

## Descripció
Es tracta d'un conjunt de cases de planta i un pis, construïdes possiblement entre els segles xvi i xviii, però sobre una base més antiga.
Per la seva proximitat física i estilística i similitud de materials amb les veïnes cases del carrer Major de l'Hospitalet, les suposem de la mateixa datació.
Típiques cases d'arquitectura popular entre mitgeres, amb teulada vessant aigües a la façana i ràfec de teula àrab. Murs de pedra i, molt incidentalment, algun maó, arrebossats i pintats, amb una única entrada d'arc rebaixat i, a les plantes nobles, algun balcó, sempre molt petit. Eren cases dels que anomenaven "comparets", és a dir, els més pobres, ja que no llueixen cap dels trets de les cases que es van construir els artesans i botiguers del carrer Major proper, de carreus ben tallats a les finestres, entrada de carros o celler i una altra, més petita, per a l'habitatge, i gran balcó presidint el primer pis.

## Història
Donat que el carrer Angulo és un carrer fronterer (l'altra vorera pertany a l'Hospitalet i es diu carrer Famades), cal suposar que la seva creació i desenvolupament han estat més lligats a la ciutat veïna que a Cornellà, molt més llunyà en aquells anys. Creiem, doncs, que aquest conjunt de cases, presidit pel casal dels Famades, es va construir al mateix temps que la revifalla del segle xvii omplia de botiguers i artesans el carrer Major de l'Hospitalet que era, cal no oblidar, el camí ral, i per tant, l'eix de comunicacions i de l'economia de la zona.